# Главная виленская школа

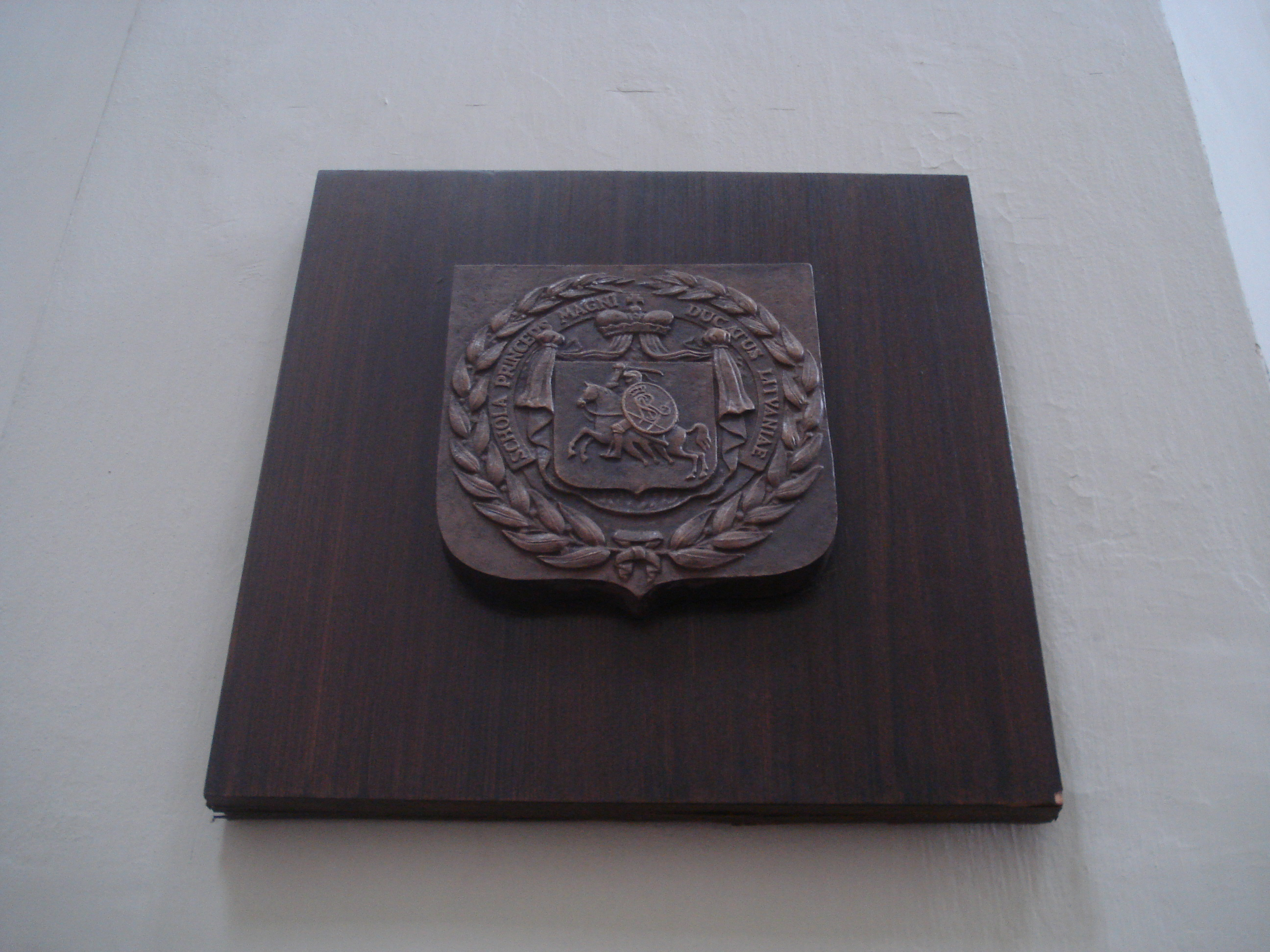
Вывеска Schola Princeps Magni Ducatus Lithuaniae

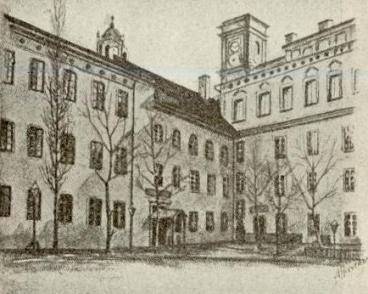
Главная виленская школа

Гла́вная ви́ленская шко́ла (Szkoła Główna Wileńska) — высшее учебное заведение в Вильне конца XVIII — начала XIX веков; наследница основанной в 1579 году иезуитской Академии и университета и предшественница учреждённого в 1803 году Императорского Виленского университета, сыграла важную роль в развитии просвещения, науки и культуры Литвы и Белоруссии.

## История
В 1731 году в местечке Лучай была основана миссия Главной виленской школы.
После упразднения в 1773 году ордена иезуитов принадлежавшая им виленская Академия и университет были при деятельном участии бывшего иезуита, математика и астронома Мартина Почобута-Одляницкого реорганизованы в Главную школу Великого княжества Литовского (Schola Princeps Magni Ducatus Lithuaniae) (1780, по другим сведениям — 1781). В её ведение передавались все учебные заведения края. Главная школа состояла из двух коллегий — Физических наук и Моральных наук..  
После разделов Речи Посполитой она была переименована в Главную виленскую школу:

В 1797 г. император Павел I посетил Вильно, осмотрел в подробности главную школу и поручил князю Репнину, виленскому генерал-губернатору, озаботиться составлением нового устава для управления главною школою и подведомственными ей училищами.

В разработке устава принимал деятельное участие Почобут-Одляницкий. За Главной виленской школой сохранились права учреждения, руководящего учебными заведениями Литвы и Белоруссии, и доходы поиезуитских имений. В школе появилась кафедра изящных искусств во главе с живописцем Франциском Смуглевичем и было усилено преподавание химии. Ректором до 1799 года оставался Почобут-Одляницкий. Его сменил правовед и экономист Иероним Стройновский.
При Почобуте-Одляницком появились кафедра изящных искусств, университетский ботанический сад, в 1781 году был основан медицинский факультет. По его инициативе были приглашены известные учёные

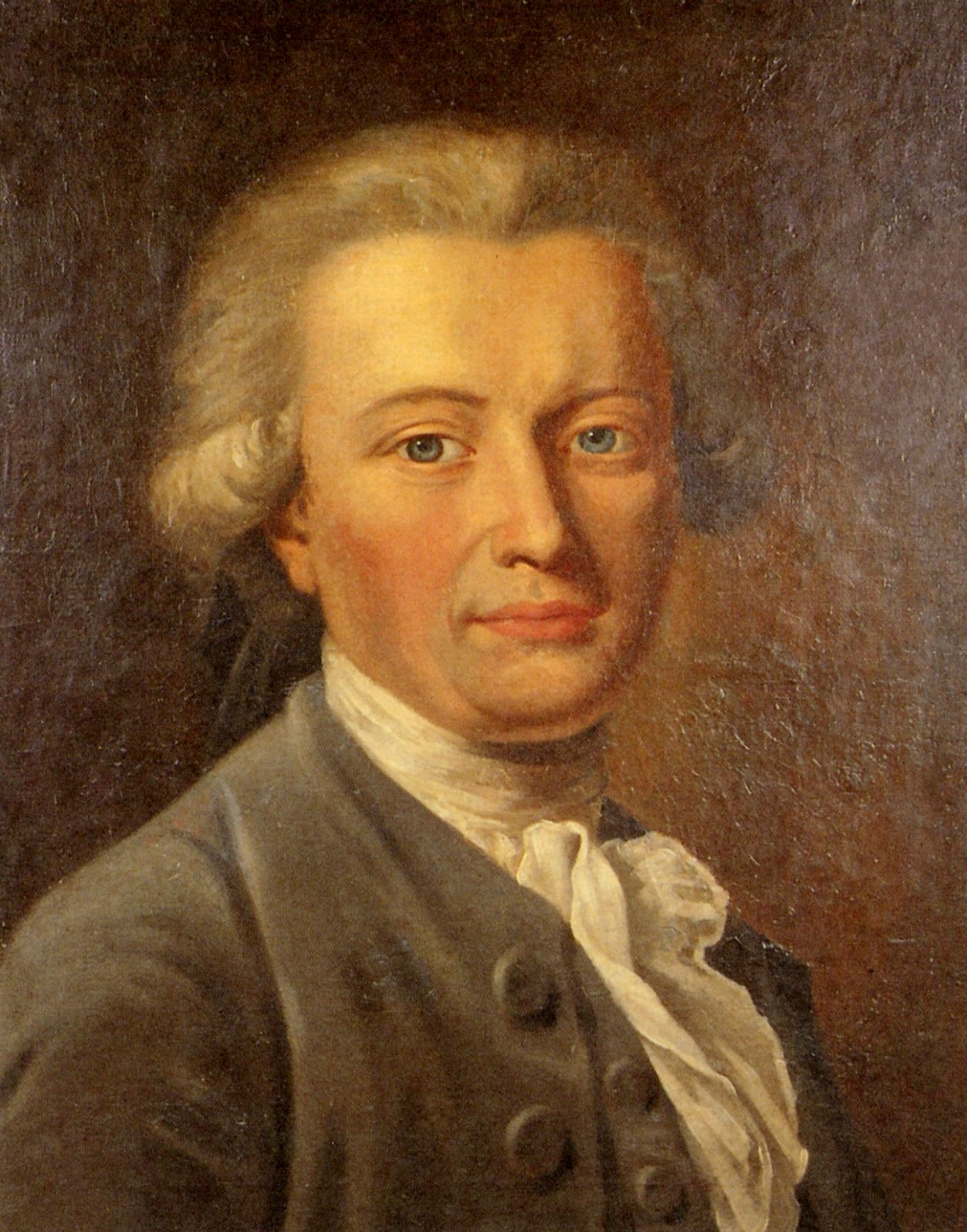
Форстер (около 1785)

- прибывший из Варшавы правовед и экономист Иероним Стройновский (Hieronim Stroynowski; 1752—1815), с 1780 года профессор естественного права, автор трактата „Nauka prawa przyrodzonego, politycznego, ekonomiki politycznej i prawa narodów“ (1785), с 1799 года ректор, а позднее епископ виленский (1814—1815);

- французский ботаник и медик Жан Эмануэль Жилибер (Jean Emanuel Gilibert; 1741—1814); прибыв из Гродно в 1781 году, он уже в 1783 году был вынужден покинуть Вильну из-за конфликта с клерикальными кругами, в который была втянута и его жена[3];

- немецкий естествоиспытатель Иоганн Георг Адам Форстер (Johann Georg Adam Forster; 1754—1794), занимавший кафедру естествознания в 1784—1787 годах.

В 1781 году в здании на Замковой улице (ныне Pilies g. 22) была учреждена Медицинская коллегия Главной школы, которая считается первым медицинским высшим учебным заведением в Литве. Профессор Жан Эмануэль Жилибер во дворе Медицинской коллегии в 1782 году основал ботанический сад и оранжерею. Они занимали площадь около 300 м2, на которой росло свыше 2 тысяч растений. Ботанический сад действовал здесь до 1797 года.

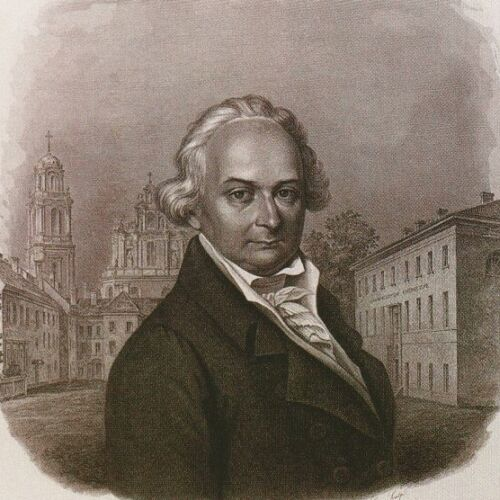
Анджей Снядецкий

Преподавали также другие известные учёные — воспитанник Главной школы, ботаник Станислав Бонифацы Юндзилл (Stanisław Bonifacy Jundziłł; 1761—1847), польский математик Францишек Нарвойш (Franciszek Narwojsz; 1742—1819), Фердинанд Шпицнагель и другие.
С 1797 года профессором химии был Анджей Снядецкий (Jędrzej Śniadecki; 1768—1838).
В 1789—1794 военную инженерию и картографию в Литовской школе инженерного корпуса при Главной школе преподавал архитектор Лауринас Стуока-Гуцявичюс (Wawrzyniec Gucewicz; 1753—1798), её профессор с 1793 года; позднее, после подавления восстания 1794 года, преподавал также в 1797—1798 годах. Его ученик Михал Шульц (Michał Szulc; 1769—1812) окончил Главную школу в 1788 году со степенью доктора философии и в 1797 году стал адъюнктом профессора, позднее — профессором и возглавил кафедру архитектуры (после ухода М. М. Кадо).
Учёный-гигиенист Август Бекю (August Ludwik Bécu; 1775—1824) окончил обучение в Главной школе со степенью доктора философии (1789), позднее получил степень доктора медицины (1793) и с 1797 года читал курсы патологии, терапии, фармацевтики, физиологии.
Среди воспитанников Главной школы также военный инженер и архитектор, историк и исследователь литовской мифологии Теодор Нарбут (Teodor Narbutt; 1784—1864), в 1799—1803 годах обучавшийся в ней инженерному делу;
Подписанным 4 (16) апреля 1803 года императором Александром I актом Главная виленская школа преобразуется в Императорский Виленский университет.